# بليثو (كورنوال)
بليثو (بالإنجليزية: Bolitho, Cornwall)‏ هي قرية تقع في المملكة المتحدة في كورنوال.